# Patrick F. Cassidy
Patrick Francis Cassidy (* 22. März 1915 in Pendelton, Umatilla County, Oregon; † 5. Januar 1990 in San Antonio, Bexar County, Texas) war ein Generalleutnant der United States Army. Er kommandierte unter anderem das I. Korps und die 5. Armee. 
Patrick Cassidy war der Sohn von Pat Cassidy (1882–1980) und dessen Frau Mary Ann „Molly“ Balcom (1892–1979). Nach seiner Schulzeit gelangte er in das Offizierskorps der US-Armee.
Im Juni 1944 war er als Bataillonskommandeur im 502nd Infanterieregiment im Zuge des Zweiten Weltkriegs in Frankreich eingesetzt. Für seine militärischen Leistungen am 11. Juni im Kampf um eine Brücke wurde er später mit dem Distinguished Service Cross ausgezeichnet. Im weiteren Verlauf des Krieges erhielt er nach der Befreiung von Luxemburg die Militärmedaille dieses Staates.
Nach dem Krieg setze Cassidy seine Offizierslaufbahn in verschiedenen Einheiten und Standorten fort. Er kommandierte Einheiten auf höheren militärischen Ebenen. Zwischenzeitlich wurde er auch als Stabsoffizier eingesetzt. Zwischen Juli 1954 und Juni 1955 kommandierte er im Rang eines Obersts das 511. Luftlanderegiment. Nach zwischenzeitlichen anderen Verwendungen wurde er im Jahr 1964 im Rang eines Brigadegenerals Stabschef des VII. Korps in Stuttgart, das damals von Louis W. Truman kommandiert wurde. Dieses Amt bekleidete er bis zum Jahr 1965. 
Nach seiner Beförderung zum Generalmajor übernahm Patrick Cassidy im April 1966 das Kommando über die in Bad Kreuznach stationierte 8. Infanteriedivision. Dieses Kommando hatte er bis Juni 1968 inne. Zwischen dem 8. August 1969 und dem 26. Juli 1970 hatte Cassidy, inzwischen als Generalleutnant, das Kommando über das in Südkorea stationierte I. Korps. In dieser Funktion löste er William P. Yarborough ab. Nachdem er sein Kommando an Edward L. Rowny übergeben hatte, wurde Cassidy stellvertretender Kommandeur der ebenfalls in Südkorea stationierten 8. Armee. In den Jahren 1971 bis 1973 hatte er mit dem Oberbefehl über die in 5. Armee in Fort Sam Houston sein letztes Kommando. Anschließend schied er aus dem aktiven Militärdienst aus. 
Der seit 1940 mit Helen Gwendolyn „Gwen“ Piggott (1917–2006) verheiratete Offizier starb am 5. Januar 1990 in San Antonio wurde auf dem Fort Sam Houston National Cemetery beigesetzt. 